# 美味
美味有很多意思，大多數指的是好吃的食物或餐桌上常常吃。
美味是一个相对的概念，会随着环境，场所甚至受众的变化而变化。例如印尼吃的蜂蛹，到了另一個國家就不受歡迎。台灣的臭豆腐，或是歐洲氣味較重的起司也比較不容易受到其他國家的喜愛。